# Kanice (Moravia meridionale)
Kanice (in tedesco Kanitz) è un comune della Repubblica Ceca facente parte del distretto di Brno-venkov, in Moravia Meridionale.